# Hysen Zmijani
Hysen Zmijani (Scutari, 29 aprile 1963) è un ex calciatore albanese, di ruolo difensore.

## Carriera

### Nazionale
Ha collezionato 36 presenze e 2 gol con la nazionale albanese.

## Statistiche

### Presenze e reti nei club
Statistiche aggiornate al 6 maggio 2005.
| Stagione               | Squadra                | Campionato             | Campionato | Campionato | Coppe nazionali | Coppe nazionali | Coppe nazionali | Coppe continentali | Coppe continentali | Coppe continentali | Altre coppe | Altre coppe | Altre coppe | Totale | Totale |
| Stagione               | Squadra                | Comp                   | Pres       | Reti       | Comp            | Pres            | Reti            | Comp               | Pres               | Reti               | Comp        | Pres        | Reti        | Pres   | Reti   |
| ---------------------- | ---------------------- | ---------------------- | ---------- | ---------- | --------------- | --------------- | --------------- | ------------------ | ------------------ | ------------------ | ----------- | ----------- | ----------- | ------ | ------ |
| 1987-1988              | Vllaznia               | KP                     | 35         | 1          | CA              | 0               | 0               | CdC                | 3                  | 0                  | -           | -           | -           | 38     | 1      |
| 1990-1991              | Vllaznia               | KP                     | 32         | 5          | CA              | 0               | 0               | -                  | -                  | -                  | -           | -           | -           | 32     | 5      |
| Totale Vllaznia        | Totale Vllaznia        | Totale Vllaznia        | 67         | 6          |                 | 0               | 0               |                    | 3                  | 0                  |             | -           | -           | 70     | 6      |
| 1991-1992              | Gazélec Ajaccio        | D2                     | 14         | 0          | CF              | 2               | 0               | -                  | -                  | -                  | -           | -           | -           | 16     | 0      |
| 1992-1993              | Gazélec Ajaccio        | D2                     | 26         | 2          | CF              | 1               | 0               | -                  | -                  | -                  | -           | -           | -           | 27     | 2      |
| 1993-1994              | Gazélec Ajaccio        | CFA                    | 0          | 0          | CF              | 0               | 0               | -                  | -                  | -                  | -           | -           | -           | 0      | 0      |
| Totale Gazélec Ajaccio | Totale Gazélec Ajaccio | Totale Gazélec Ajaccio | 40         | 2          |                 | 3               | 0               |                    | -                  | -                  |             | -           | -           | 43     | 2      |
| 1994-1995              | Al-Nassr               | SPL                    | 0          | 0          | CP              | 0               | 0               | -                  | -                  | -                  | -           | -           | -           | 0      | 0      |
| 1995-1996              | St. Pauli              | BL                     | 7          | 0          | CG              | 0               | 0               | -                  | -                  | -                  | -           | -           | -           | 7      | 0      |
| Totale carriera        | Totale carriera        | Totale carriera        | 114        | 8          |                 | 3               | 0               |                    | 3                  | 0                  |             | -           | -           | 120    | 8      |

### Cronologia presenze e reti in nazionale
| Cronologia completa delle presenze e delle reti in nazionale ― Belgio | Cronologia completa delle presenze e delle reti in nazionale ― Belgio | Cronologia completa delle presenze e delle reti in nazionale ― Belgio | Cronologia completa delle presenze e delle reti in nazionale ― Belgio | Cronologia completa delle presenze e delle reti in nazionale ― Belgio | Cronologia completa delle presenze e delle reti in nazionale ― Belgio | Cronologia completa delle presenze e delle reti in nazionale ― Belgio | Cronologia completa delle presenze e delle reti in nazionale ― Belgio |
| Data                                                                  | Città                                                                 | In casa                                                               | Risultato                                                             | Ospiti                                                                | Competizione                                                          | Reti                                                                  | Note                                                                  |
| --------------------------------------------------------------------- | --------------------------------------------------------------------- | --------------------------------------------------------------------- | --------------------------------------------------------------------- | --------------------------------------------------------------------- | --------------------------------------------------------------------- | --------------------------------------------------------------------- | --------------------------------------------------------------------- |
| 17-10-1984                                                            | Bruxelles                                                             | Belgio                                                                | 3 – 1                                                                 | Albania                                                               | Qual. Mondiali 1986                                                   | -                                                                     |                                                                       |
| 22-12-1984                                                            | Tirana                                                                | Albania                                                               | 2 – 0                                                                 | Belgio                                                                | Qual. Mondiali 1986                                                   | -                                                                     |                                                                       |
| 27-2-1985                                                             | Amarousio                                                             | Grecia                                                                | 2 – 0                                                                 | Albania                                                               | Qual. Mondiali 1986                                                   | -                                                                     |                                                                       |
| 28-3-1985                                                             | Tirana                                                                | Albania                                                               | 0 – 0                                                                 | Turchia                                                               | Amichevole                                                            | -                                                                     |                                                                       |
| 30-5-1985                                                             | Tirana                                                                | Albania                                                               | 0 – 1                                                                 | Polonia                                                               | Qual. Mondiali 1986                                                   | -                                                                     |                                                                       |
| 15-10-1986                                                            | Tirana                                                                | Albania                                                               | 1 – 1                                                                 | Grecia                                                                | Qual. Mondiali 1986                                                   | -                                                                     |                                                                       |
| 15-10-1986                                                            | Graz                                                                  | Austria                                                               | 3 – 0                                                                 | Albania                                                               | Qual. Euro 1988                                                       | -                                                                     |                                                                       |
| 3-12-1986                                                             | Tirana                                                                | Albania                                                               | 1 – 2                                                                 | Spagna                                                                | Qual. Euro 1988                                                       | -                                                                     |                                                                       |
| 25-3-1987                                                             | Bucarest                                                              | Romania                                                               | 5 – 1                                                                 | Albania                                                               | Qual. Euro 1988                                                       | -                                                                     |                                                                       |
| 29-4-1987                                                             | Tirana                                                                | Albania                                                               | 0 – 1                                                                 | Austria                                                               | Qual. Euro 1988                                                       | -                                                                     |                                                                       |
| 28-10-1987                                                            | Valona                                                                | Albania                                                               | 0 – 1                                                                 | Romania                                                               | Qual. Euro 1988                                                       | -                                                                     |                                                                       |
| 6-8-1988                                                              | Berat                                                                 | Albania                                                               | 0 – 0                                                                 | Cuba                                                                  | Amichevole                                                            | -                                                                     |                                                                       |
| 5-11-1988                                                             | Tirana                                                                | Albania                                                               | 1 – 2                                                                 | Svezia                                                                | Qual. Mondiali 1990                                                   | -                                                                     |                                                                       |
| 18-1-1989                                                             | Tirana                                                                | Albania                                                               | 1 – 1                                                                 | Grecia                                                                | Amichevole                                                            | -                                                                     |                                                                       |
| 8-3-1989                                                              | Tirana                                                                | Albania                                                               | 0 – 2                                                                 | Inghilterra                                                           | Qual. Mondiali 1990                                                   | -                                                                     |                                                                       |
| 26-4-1989                                                             | Londra                                                                | Inghilterra                                                           | 5 – 0                                                                 | Albania                                                               | Qual. Mondiali 1990                                                   | -                                                                     |                                                                       |
| 8-10-1989                                                             | Solna                                                                 | Svezia                                                                | 3 – 1                                                                 | Albania                                                               | Qual. Mondiali 1990                                                   | -                                                                     |                                                                       |
| 15-11-1989                                                            | Tirana                                                                | Albania                                                               | 1 – 2                                                                 | Polonia                                                               | Qual. Mondiali 1990                                                   | -                                                                     |                                                                       |
| 5-9-1990                                                              | Kiev                                                                  | Grecia                                                                | 1 – 0                                                                 | Albania                                                               | Amichevole                                                            | -                                                                     |                                                                       |
| 17-11-1990                                                            | Tirana                                                                | Albania                                                               | 0 – 1                                                                 | Francia                                                               | Qual. Euro 1992                                                       | -                                                                     | 48’                                                                   |
| 19-12-1990                                                            | Siviglia                                                              | Spagna                                                                | 9 – 0                                                                 | Albania                                                               | Qual. Euro 1992                                                       | -                                                                     | cap.                                                                  |
| 30-3-1991                                                             | Parigi                                                                | Francia                                                               | 5 – 0                                                                 | Albania                                                               | Qual. Euro 1992                                                       | -                                                                     |                                                                       |
| 1-5-1991                                                              | Tirana                                                                | Albania                                                               | 0 – 2                                                                 | Cecoslovacchia                                                        | Qual. Euro 1992                                                       | -                                                                     | cap.                                                                  |
| 16-10-1991                                                            | Olomouc                                                               | Cecoslovacchia                                                        | 2 – 1                                                                 | Albania                                                               | Qual. Euro 1992                                                       | 1                                                                     | cap.                                                                  |
| 26-5-1992                                                             | Dublino                                                               | Irlanda                                                               | 2 – 0                                                                 | Albania                                                               | Qual. Mondiali 1994                                                   | -                                                                     |                                                                       |
| 3-6-1992                                                              | Tirana                                                                | Albania                                                               | 1 – 0                                                                 | Lituania                                                              | Qual. Mondiali 1994                                                   | -                                                                     |                                                                       |
| 9-9-1992                                                              | Belfast                                                               | Irlanda del Nord                                                      | 3 – 0                                                                 | Albania                                                               | Qual. Mondiali 1994                                                   | -                                                                     |                                                                       |
| 11-11-1992                                                            | Tirana                                                                | Albania                                                               | 1 – 1                                                                 | Lettonia                                                              | Qual. Mondiali 1994                                                   | -                                                                     |                                                                       |
| 17-2-1993                                                             | Tirana                                                                | Albania                                                               | 1 – 2                                                                 | Irlanda del Nord                                                      | Qual. Mondiali 1994                                                   | -                                                                     | 46’                                                                   |
| 26-5-1993                                                             | Tirana                                                                | Albania                                                               | 1 – 2                                                                 | Irlanda                                                               | Qual. Mondiali 1994                                                   | -                                                                     | 60’                                                                   |
| 2-6-1993                                                              | Copenaghen                                                            | Danimarca                                                             | 4 – 0                                                                 | Albania                                                               | Qual. Mondiali 1994                                                   | -                                                                     |                                                                       |
| 8-9-1993                                                              | Tirana                                                                | Albania                                                               | 0 – 1                                                                 | Danimarca                                                             | Qual. Mondiali 1994                                                   | -                                                                     |                                                                       |
| 16-11-1994                                                            | Tirana                                                                | Albania                                                               | 1 – 2                                                                 | Germania                                                              | Qual. Euro 1996                                                       | 1                                                                     | 66’                                                                   |
| 18-12-1994                                                            | Kaiserslautern                                                        | Germania                                                              | 2 – 1                                                                 | Albania                                                               | Qual. Euro 1996                                                       | -                                                                     |                                                                       |
| 7-10-1995                                                             | Sofia                                                                 | Bulgaria                                                              | 3 – 0                                                                 | Albania                                                               | Qual. Euro 1996                                                       | -                                                                     |                                                                       |
| 15-11-1995                                                            | Tirana                                                                | Albania                                                               | 1 – 1                                                                 | Galles                                                                | Qual. Euro 1996                                                       | -                                                                     |                                                                       |
| Totale                                                                |                                                                       | Presenze                                                              | 36                                                                    |                                                                       | Reti                                                                  | 2                                                                     |                                                                       |